# Championnats du monde de judo 2024
Navigation
Édition précédente Édition suivante
Les Championnats du monde de judo 2024, quarante-deuxième édition des Championnats du monde de judo, ont lieu du 19 au 24 mai 2024 à Abou Dabi aux Émirats arabes unis.
Ces championnats du monde sont la dernière compétition internationale majeure avant Jeux olympiques de Paris 2024.

## Podiums

### Femmes
| Épreuves                          | Or                      | Argent             | Bronze                 |
| --------------------------------- | ----------------------- | ------------------ | ---------------------- |
| Moins de 48 kg Poids super-légers | Bavuudorjiin Baasankhüü | Assunta Scutto     | Abiba Abuzhakynova     |
| Moins de 48 kg Poids super-légers | Bavuudorjiin Baasankhüü | Assunta Scutto     | Tara Babulfath         |
| Moins de 52 kg Poids mi-légers    | Odette Giuffrida        | Diyora Keldiyorova | Amandine Buchard       |
| Moins de 52 kg Poids mi-légers    | Odette Giuffrida        | Diyora Keldiyorova | Mascha Ballhaus        |
| Moins de 57 kg Poids légers       | Huh Mi-mi               | Christa Deguchi    | Jessica Klimkait       |
| Moins de 57 kg Poids légers       | Huh Mi-mi               | Christa Deguchi    | Momo Tamaoki           |
| Moins de 63 kg Poids mi-moyens    | Joanne van Lieshout     | Angelika Szymańska | Clarisse Agbegnenou    |
| Moins de 63 kg Poids mi-moyens    | Joanne van Lieshout     | Angelika Szymańska | Laura Fazliu           |
| Moins de 70 kg Poids moyens       | Margaux Pinot           | Marie-Ève Gahié    | Shiho Tanaka           |
| Moins de 70 kg Poids moyens       | Margaux Pinot           | Marie-Ève Gahié    | Madina Taimazova (AIN) |
| Moins de 78 kg Poids mi-lourds    | Anna-Maria Wagner       | Alice Bellandi     | Madeleine Malonga      |
| Moins de 78 kg Poids mi-lourds    | Anna-Maria Wagner       | Alice Bellandi     | Emma Reid (en)         |
| Plus de 78 kg Poids lourds        | Wakaba Tomita           | Kayra Sayit        | Hilal Öztürk           |
| Plus de 78 kg Poids lourds        | Wakaba Tomita           | Kayra Sayit        | Kim Ha-yun             |

### Hommes
| Épreuves                          | Or                   | Argent              | Bronze                  |
| --------------------------------- | -------------------- | ------------------- | ----------------------- |
| Moins de 60 kg Poids super-légers | Giorgi Sardalashvili | Yang Yung-wei       | Taiki Nakamura          |
| Moins de 60 kg Poids super-légers | Giorgi Sardalashvili | Yang Yung-wei       | Lee Ha-rim              |
| Moins de 66 kg Poids mi-légers    | Ryoma Tanaka         | Takeshi Takeoka     | Luukas Saha             |
| Moins de 66 kg Poids mi-légers    | Ryoma Tanaka         | Takeshi Takeoka     | Vazha Margvelashvili    |
| Moins de 73 kg Poids légers       | Hidayət Heydərov     | Tatsuki Ishihara    | Lavjargalyn Ankhzayaa   |
| Moins de 73 kg Poids légers       | Hidayət Heydərov     | Tatsuki Ishihara    | Nils Stump              |
| Moins de 81 kg Poids mi-moyens    | Tato Grigalashvili   | Timur Arbuzov (AIN) | Lee Joon-hwan           |
| Moins de 81 kg Poids mi-moyens    | Tato Grigalashvili   | Timur Arbuzov (AIN) | Somon Makhmadbekov      |
| Moins de 90 kg Poids moyens       | Goki Tajima          | Nemanja Majdov      | Erlan Sherov            |
| Moins de 90 kg Poids moyens       | Goki Tajima          | Nemanja Majdov      | Tristani Mosakhlishvili |
| Moins de 100 kg Poids mi-lourds   | Zelym Kotsoiev       | Shady El Nahas      | Dota Arai               |
| Moins de 100 kg Poids mi-lourds   | Zelym Kotsoiev       | Shady El Nahas      | Nikoloz Sherazadishvili |
| Plus de 100 kg Poids lourds       | Kim Min-jong         | Guram Tushishvili   | Tamerlan Bashaev (AIN)  |
| Plus de 100 kg Poids lourds       | Kim Min-jong         | Guram Tushishvili   | Alisher Yusupov         |

### Par équipes
| Épreuve | Or | Argent | Bronze |
| ------- | --- | --- | --- |
| Mixte   | Japon - Tatsuki Ishihara ♂ -73kg - Ryuga Tanaka ♂ -73kg - Komei Kawabata ♂ -90kg - Goki Tajima ♂ -90kg - Kanta Nakano ♂ +90kg - Hyōga Ōta ♂ +90kg - Ayami Takano ♀ -57kg - Momo Tamaoki ♀ -57kg - Mayu Honda ♀ -70kg - Shiho Tanaka ♀ -70kg - Mao Arai ♀ +70kg - Wakaba Tomita ♀ +70kg | France - Orlando Cazorla ♂ -73kg - Joan-Benjamin Gaba ♂ -73kg - Axel Clerget ♂ -90kg - M-G Ngayap Hambou ♂ -90kg - Mathéo Akiana Mongo ♂ +90kg - Khamzat Saparbaev ♂ +90kg - Priscilla Gneto ♀ -57kg - Faïza Mokdar ♀ -57kg - Margaux Pinot ♀ -70kg - Florine Soula ♀ -70kg - Léa Fontaine ♀ +70kg - Coralie Haymé ♀ +70kg | Géorgie - Giorgi Chikhelidze ♂ -73kg - Georgi Terashvili ♂ -73kg - Luka Babutsidze ♂ -90kg - Giorgi Jabniashvili ♂ -90kg - Saba Inaneishvili ♂ +90kg - Guram Tushishvili ♂ +90kg - Nino Loladze ♀ -57kg - Eter Askilashvili ♀ -70kg - Sophio Somkhishvili ♀ +70kg                              |
| Mixte   | Japon - Tatsuki Ishihara ♂ -73kg - Ryuga Tanaka ♂ -73kg - Komei Kawabata ♂ -90kg - Goki Tajima ♂ -90kg - Kanta Nakano ♂ +90kg - Hyōga Ōta ♂ +90kg - Ayami Takano ♀ -57kg - Momo Tamaoki ♀ -57kg - Mayu Honda ♀ -70kg - Shiho Tanaka ♀ -70kg - Mao Arai ♀ +70kg - Wakaba Tomita ♀ +70kg | France - Orlando Cazorla ♂ -73kg - Joan-Benjamin Gaba ♂ -73kg - Axel Clerget ♂ -90kg - M-G Ngayap Hambou ♂ -90kg - Mathéo Akiana Mongo ♂ +90kg - Khamzat Saparbaev ♂ +90kg - Priscilla Gneto ♀ -57kg - Faïza Mokdar ♀ -57kg - Margaux Pinot ♀ -70kg - Florine Soula ♀ -70kg - Léa Fontaine ♀ +70kg - Coralie Haymé ♀ +70kg | Italie - Giovanni Esposito ♂ -73kg - Manuel Parlati ♂ -73kg - Christian Parlati ♂ -90kg - Lorenzo Rigano ♂ -90kg - Nicholas Mungai ♂ +90kg - Gennaro Pirelli ♂ +90kg - T D Capanni Dias ♀ -57kg - Irene Pedrotti ♀ -70kg - Kim Polling ♀ -70kg - Erica Simonetti ♀ +70kg - Asya Tavano ♀ +70kg |

## Tableau des médailles
Les équipes à égalité sont départagées au classement par le nombre de 5es et de 7es places obtenues au cours des championnats. L'épreuve par équipes n'est pas prise en compte.
| Rang  | Nation          | Or | Argent | Bronze | Total |
| ----- | --------------- | -- | ------ | ------ | ----- |
| 1     | Japon           | 3  | 2      | 4      | 9     |
| 2     | Géorgie         | 2  | 1      | 1      | 4     |
| 3     | Corée du Sud    | 2  | 0      | 3      | 5     |
| 4     | Azerbaïdjan     | 2  | 0      | 0      | 2     |
| 5     | Italie          | 1  | 2      | 0      | 3     |
| 6     | France          | 1  | 1      | 3      | 5     |
| 7     | Mongolie        | 1  | 0      | 1      | 2     |
| 8     | Allemagne       | 1  | 0      | 1      | 2     |
| 9     | Pays-Bas        | 1  | 0      | 0      | 1     |
| 10    | Canada          | 0  | 2      | 1      | 3     |
| -     | AIN             | 0  | 1      | 2      | 3     |
| 11    | Ouzbékistan     | 0  | 1      | 1      | 2     |
| 12    | Turquie         | 0  | 1      | 1      | 2     |
| 13    | Pologne         | 0  | 1      | 0      | 1     |
| 14    | Serbie          | 0  | 1      | 0      | 1     |
| 14    | Taipei chinois  | 0  | 1      | 0      | 1     |
| 16    | Espagne         | 0  | 0      | 2      | 2     |
| 17    | Tadjikistan     | 0  | 0      | 1      | 1     |
| 18    | Kazakhstan      | 0  | 0      | 1      | 1     |
| 19    | Suisse          | 0  | 0      | 1      | 1     |
| 20    | Grande-Bretagne | 0  | 0      | 1      | 1     |
| 20    | Finlande        | 0  | 0      | 1      | 1     |
| 20    | Kirghizistan    | 0  | 0      | 1      | 1     |
| 20    | Kosovo          | 0  | 0      | 1      | 1     |
| 20    | Suède           | 0  | 0      | 1      | 1     |
| Total | Total           | 14 | 14     | 28     | 56    |